# جديوية
جديوية هي إحدى بلديات ولاية غليزان الجزائرية.تبلغ مساحة المدينة حوالي : 13322 هكتار ويبلغ عدد سكان المدينة حوالي : 33742 نسمة (حسب الإحصائيات الأخيرة 2008) وتبعد عن عاصمة الولاية غليزان بـ : 37 كم

## الجغرافيا

### المناخ
مناخ المدينة شبه قاري ذو شتاء معتدل وتتراوح نسبة تساقط الأمطار بين 350 ملم إلى 400 ملم ويتميز صيفها بالحرارة الشديدة بمتوسط 35 درجة مئوية
على الأقل

### الموقع
تقع مدينة جديوية غرب العاصمة الجزائرية 275 كلم. في وسط إقليم ولاية غليزان على الطريق الوطني رقم 04 حيث يحدها من الشرق بلدية واد رهيو ومن الغرب بلدية الحمادنة ومن الجنوب بلدية بلدية أولاد يعيش ومن الشمال بلدية الحمري.

## التاريخ

### الفترة الرومانية
سميت جديوية في فترة الرومان باسم GADAUM COSTRA.
سميت جديوية نسبة لواد جديوية الذي منبعه الاصلى من أولاد إيعيش وأشتق هذا الاسم من كلمة الجدول ذلك لالتقاء واديين(واد أولاد ايعيش واد أولاد بورياح- ماءه مالح-و واد زمورة- ماءه حلو) والتقي الواديين وأصبح واد واحد المار بجديوية حاليا.

### الفترة الاستعمارية
كان دخول الاستعمار الفرنسي إلى جديوية عام1873 وسميت SAINT AIME عدد السكان 2516 منهم 448 أوروبي ومساحتها 5732 هكتار

## الأرياف التابع لمدينة جديوية
- الهواورة
- دوايــدية
- السبــايعية
- أولاد سيدي اعمر
- بلكبيــر
- توارس
- حمري

## المنشأت التربوية والرياضية
- 02 ثانوية
- 04 متوسطات
- 08 مدارس ابتدائية
- 04 ملاعب جوارية
- ملعب بلدي (الشهيد مداني عدة)
- مركز التسلية العلمية
- مركز ثقافي
- مكتبة البلدية
- دار الشباب

## الإقتصاد

### المنتوجات الزراعية
تعتبر جديوية منطقة فلاحيه بالدرجة الأولى ومن أهم المحاصيل الزراعية الموجودة فيها القمح الصلب أما بالنسبة للأشجار المثمرة تعتمد على الزيتون، البرتقال والمشمش.
و ما يميزها بالجانب الفلاحي اعتمادها على زراعة الخرشوف الذي يعتبر من أجود المنتوج العالمي.